# Sucháň
Sucháň (ungarisch Szuhány) ist eine Gemeinde im Süden der Slowakei mit 259 Einwohnern (Stand 31. Dezember 2024). Sie gehört zum Okres Veľký Krtíš, einem Kreis des Banskobystrický kraj.

## Geographie
Die Gemeinde befindet sich im Mittelteil der Hochebene Krupinská planina, am Bach Suchánsky potok im Einzugsgebiet des Ipeľ. Das Ortszentrum liegt auf einer Höhe von 500 m n.m. und ist 23 Kilometer von Veľký Krtíš entfernt.
Nachbargemeinden sind Senohrad im Norden, Dačov Lom im Osten, Horné Plachtince im Süden, Litava im Südwesten und Lackov im Nordwesten.

## Geschichte

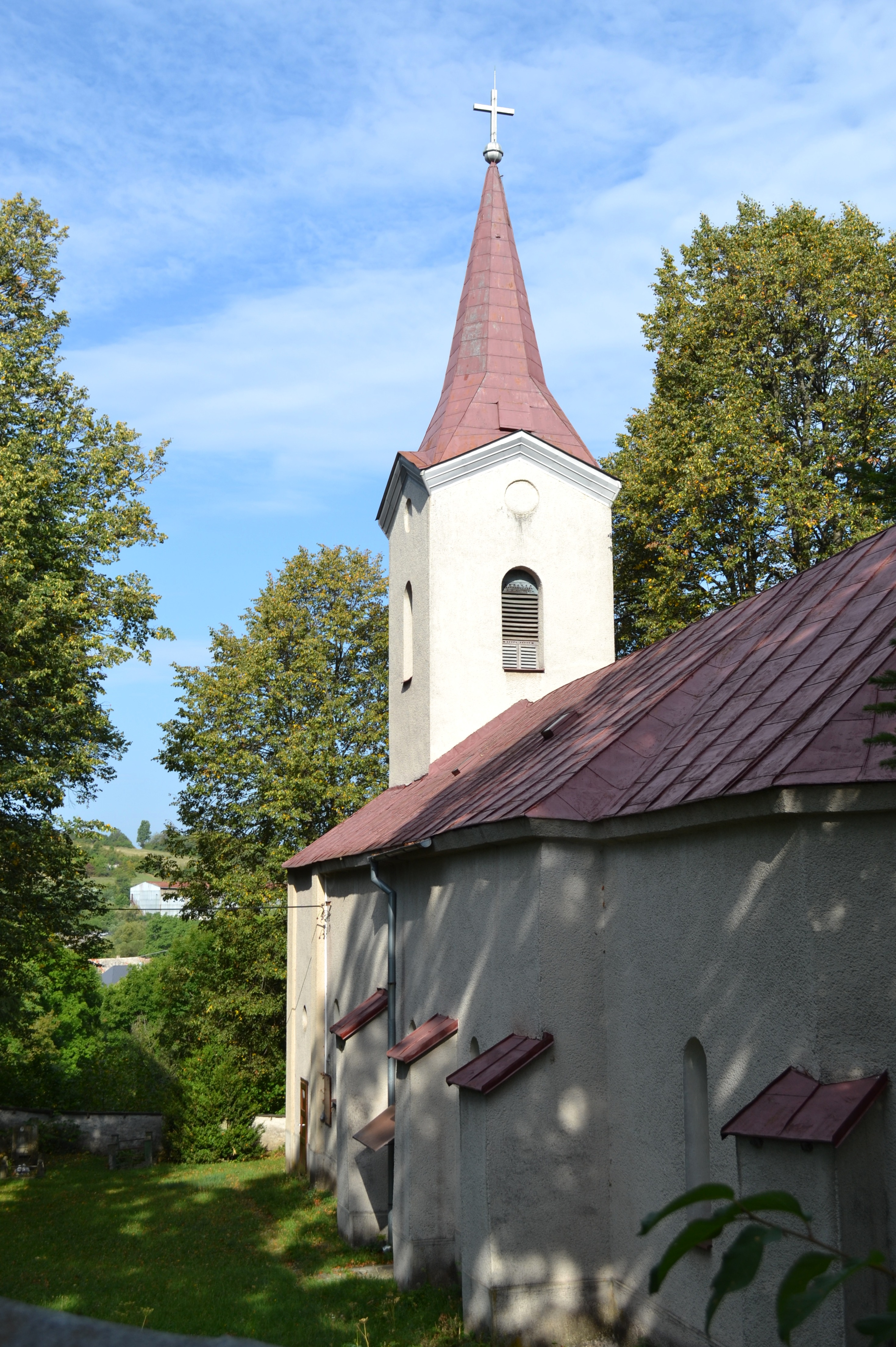
Evangelische Kirche in Sucháň

Sucháň wurde zum ersten Mal 1349 als Szuchan schriftlich erwähnt, lag zuerst im Herrschaftsgebiet des Klosters in Bzovík und war vom 15. bis zum 19. Jahrhundert Besitz der Familie Dacsó. 1715 gab es eine Mühle und 38 Haushalte, 1828 zählte man 112 Häuser und 673 Einwohner, die als Landwirte, ab dem 19. Jahrhundert auch als Winzer beschäftigt waren.
Bis 1918/1919 gehörte der im Komitat Hont liegende Ort zum Königreich Ungarn und kam danach zur Tschechoslowakei beziehungsweise heute Slowakei. 

## Bevölkerung
| Jahr                | 1994 | 2004    | 2014    | 2024    |
| ------------------- | ---- | ------- | ------- | ------- |
| Anzahl der Personen | 303  | 295     | 276     | 259     |
| Unterschied         |      | −2,64 % | −6,44 % | −6,15 % |

| Jahr                | 2023 | 2024    |
| ------------------- | ---- | ------- |
| Anzahl der Personen | 265  | 259     |
| Unterschied         |      | −2,26 % |

Gemäß der Volkszählung 2011 wohnten in Sucháň 260 Einwohner, davon 227 Slowaken, 21 Roma und ein Tscheche. 11 Einwohner machten keine Angabe zur Ethnie.
145 Einwohner bekannten sich zur Evangelischen Kirche A. B., 77 Einwohner zur römisch-katholischen Kirche und acht Einwohner zu den christlichen Gemeinden. 10 Einwohner waren konfessionslos und bei 20 Einwohnern wurde die Konfession nicht ermittelt.

## Bauwerke

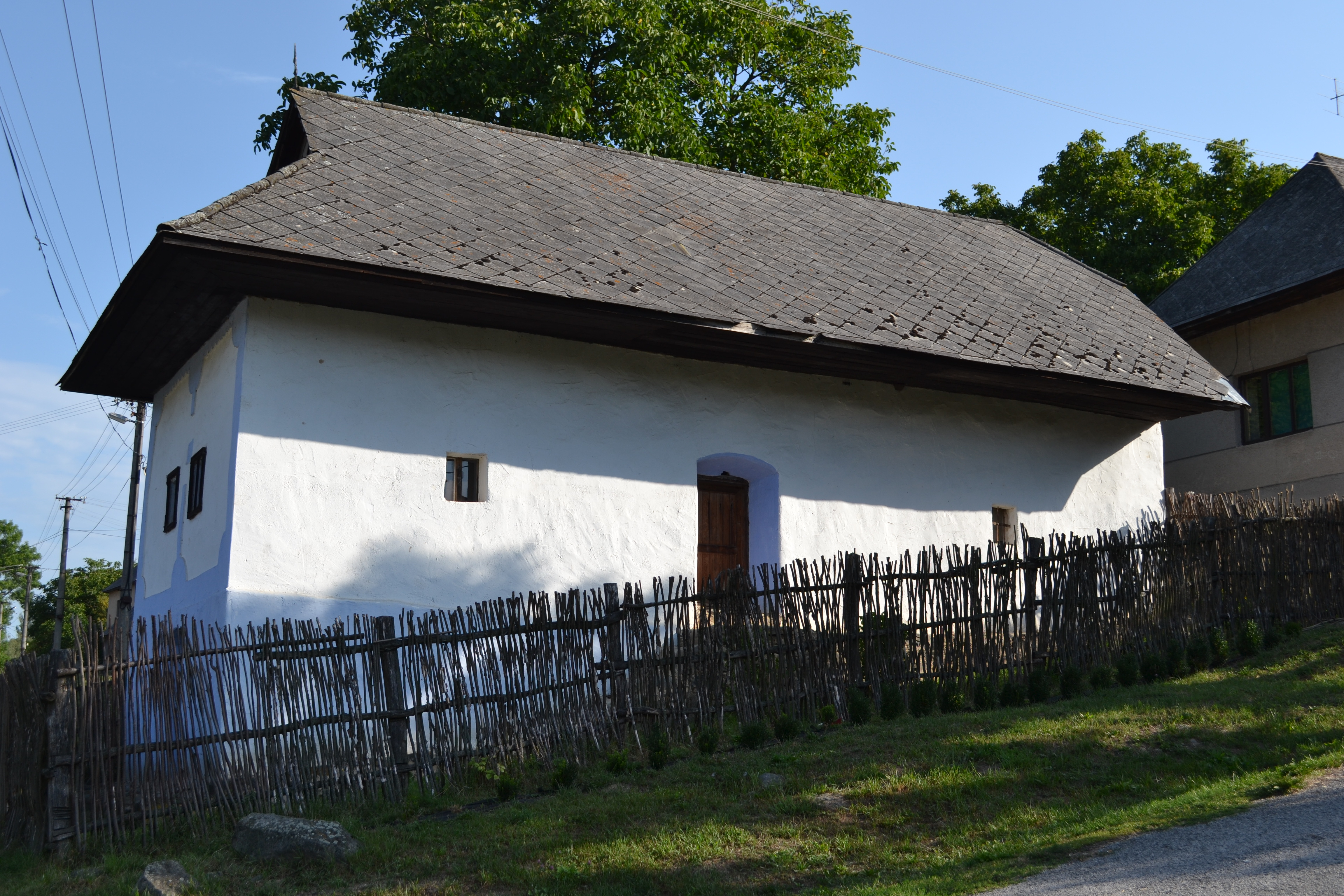
Denkmalgeschütztes Haus Nr. 93

- evangelische Kirche im Renaissancestil aus der Zeit gegen 1530, 1660–1690, 1784 und 1870 umgebaut
- denkmalgeschützte Volksarchitektur (namentlich Häuser Nr. 7, 54 und 93)

## Verkehr
Durch Sucháň passiert die Straße 3. Ordnung 2605 zwischen Čebovce (Anschluss an die Straße 1. Ordnung 75) und der Kreuzung mit der Straße 2. Ordnung 527 zwischen Dačov Lom und Senohrad.